# Lars Lindblad
Lars Mikael Lindblad, född 13 november 1971 i Allhelgonaförsamlingen i Lund, är en svensk politiker (moderat). Han var ordinarie riksdagsledamot 1998–2010, invald för Skåne läns södra valkrets, och gruppledare för Moderaternas riksdagsgrupp 2006–2010.

## Biografi
Lindblad är till yrket byggnadsingenjör.
Han var ordinarie riksdagsledamot 1998–2010, invald för Skåne läns södra valkrets. I riksdagen var han gruppledare för Moderaterna 2006–2010. Han var ledamot i EU-nämnden 2003–2006 och miljö- och jordbruksutskottet 2002–2006. Under perioden som gruppledare 2006–2010 var han ledamot i krigsdelegationen, riksdagsstyrelsen och utrikesnämnden. Han var även suppleant i EU-nämnden, finansutskottet, försvarsutskottet, miljö- och jordbruksutskottet och Nordiska rådets svenska delegation.
I början av 2010 meddelade Lindblad att han inte ställer upp för omval till en ny mandatperiod. Han har sedermera blivit en tungviktare inom PR branches, som chef och partner på PR-byrån Kekst CNC i Bryssel.

## Cancelkultur
Under Covid-19-pandemin var Lindblad en varm anhängare av EU:s vaccinpass. När en konkurrerande branchkollega, Andreas Sidkvist, kritiserade vaccinpassen anklagade Lindblad honom för att vara en "foliehatt" med uppmaningen att "Sidkvist ska bannlysas inom offentlig verksamhet" då det "är direkt olämpligt" att han fortsätter att arbeta med offentliga myndigheter och bolag.